# 신익전
신익전(申翊全, 1605년 9월 15일(음력 8월 3일) ~ 1660년 4월 6일(음력 2월 27일))은 조선 후기의 문신이다. 신흠의 아들로 숭선군의 장인이자 선조의 부마 신익성의 동생으로 인조의 계비 장렬왕후의 언니를 부인으로 맞는 등 왕실과 인척 관계에 있었다. 자는 여만(汝萬)이고 호는 동강(東江)이며, 본관은 평산이다.

## 생애
1605년 신흠과 전의 이씨 사이에서 2남 5녀 중 차남으로 태어났다. 1638년 정언, 지평을 거쳐 집현전부수찬이 되었다. 병조좌랑 시절에 역졸에게 곤장을 쳐 죽였다는 이유로 탄핵을 당했으나 이듬해 사간원헌납에 임명되었다. 1640년 청에 소현세자의 귀환을 요청한 일로 이경헌 등과 함께 유배를 당하기도 하였다. 효종이 즉위하자 가선 대부(嘉善大夫)로 가자(加資)되었고, 개성유수를 거쳐 1653년 도승지가 되었다. 이후 현종 원년에 병을 얻어 죽었다.
《조선왕조실록》에서는 신익전에 대해 다음과 같이 평가하였다.
집안 대대로 유아(儒雅)했는데 익전 역시 문사(文辭)에 뛰어났다. 사람됨이 순박하고 겸허하였으며, 명가(名家)의 자제로 화현직(華顯職)을 역임하였는데, 권요(權要)의 직책에 당하게 되면 사양하며 피하고 처하지 않았다. 형의 아들 신면(申冕)이 권력을 좋아하여 패거리를 끌어 모으자 마음속으로 매우 싫어하며 늘 이 점을 자제들에게 경계시켰다. 신면이 이미 치욕스러운 죽음을 당하고 딸이 숭선군(崇善君) 이징(李澂)에게 시집갔어도 화복(禍福)의 갈림길에서 전혀 오염을 받지 않았으므로 사람들이 그렇게 하기가 어렵다고들 인정하였다. 만년에 더욱 염정(恬靜)한 생활로 일관하며 세상 일에 참여하지 않고 끝까지 아름다운 이름을 간직하다가 죽었다.— 현개 2권, 1년(1660 경자 / 청 순치(順治) 17년) 2월 30일(을묘) 2번째기사

## 가족관계[1]
- 증조부 : 신영(申瑛)
  - 할아버지 : 신승서(申承緖)
    - 아버지 : 신흠(申欽)
    - 어머니 : 전의 이씨
      - 형님 : 신익성(申翊聖)
      - 형수 : 정숙옹주
        - 조카 : 신면(申冕)
        - 조카 : 신승(申昇)
          - 종손서 : 민정중(閔鼎重), 인현왕후의 큰아버지

        - 조카 : 신경(申炅)
        - 조카 : 신최(申最)
        - 조카 : 신향(申晑)
        - 질서 : 홍명하(洪命夏)
        - 질서 : 김좌명(金佐明), 명성왕후 김씨의 백부
          - 종손자 : 김석주(金錫胄)

        - 질서 : 강문두(姜文斗), 민회빈 강씨의 오빠

      - 매제 : 조계원(趙啓遠)
        - 생질 : 조진석(趙晉錫)
        - 생질 : 조구석(趙龜錫)
          - 종손자 : 조태동(趙泰東), 민진주의 사돈

        - 생질 : 조희석(趙禧錫)
          - 종손자 : 조태채(趙泰采), 조태휘(민진후의 사돈, 노론4대신

        - 생질 : 조사석(趙師錫)
          - 종손자 : 조태구(趙泰耉), 숙종 후기~경종시대 소론 영수, 소론4대신

        - 생질 : 조가석(趙嘉錫)
          - 종손자 : 조태억(趙泰億), 영조 초기 소론 영수

      - 매제 : 강문성(姜文星), 민회빈 강씨의 오빠
        - 생질서 : 여성제(呂聖齊), 인렬왕후의 이질

      - 매제 : 박의(朴漪)
        - 생질 : 박세채(朴世采), 숙종시대 소론 영수, 송시열의 사돈

      - 매제 : 박호(朴濠)
        - 생질 : 박세모(朴世模)
        - 생질 : 박세해(朴世楷)

      - 부인: 양주 조씨 - 조창원(趙昌遠)의 딸, 장렬왕후의 언니
        - 장남 : 신정(申晸)
          - 손자 : 신징화(申徵華)
          - 손자 : 신서화(申瑞華)
          - 손자 : 신계화(申啓華)
          - 손자 : 신진화(申鎭華), 김수증의 사위, 영빈 김씨의 고모부
          - 손자 : 신상화(申尙華)
          - 손자 : 신석화(申錫華), 민유중의 사위, 인현왕후의 제부
          - 손자 : 신택화(申宅華)
          - 손자 : 신종화(申從華)

        - 차남 : 신섬(申暹)
        - 삼남 : 신창(申)
        - 사남 : 신엽(申曅)
        - 오남 : 신앙(申昻)
        - 장녀 : 평산 신씨
        - 사위 : 이혜(李嵆), , 순화군의 외손자
        - 차녀 : 영풍군부인 신씨
        - 사위 : 숭선군 이징 - 인조의 서장자
          - 외손자 : 동평군 이항(東平君 李杭), 인조의 서손자

        - 삼녀 : 평산 신씨
        - 사위 : 윤지빈(尹之贇)